# KS Iskra Kielce
KS Iskra Kielce S.A. (występujący w lidze pod nazwą Industria Kielce) – polski męski klub piłki ręcznej, założony w 1965 w Kielcach jako sekcja Iskry Kielce.   Dwudziestokrotny
mistrz Polski, osiemnastokrotny zdobywca Pucharu Polski, zwycięzca Ligi Mistrzów w sezonie 2015/2016.

## Historia

### Historyczne nazwy

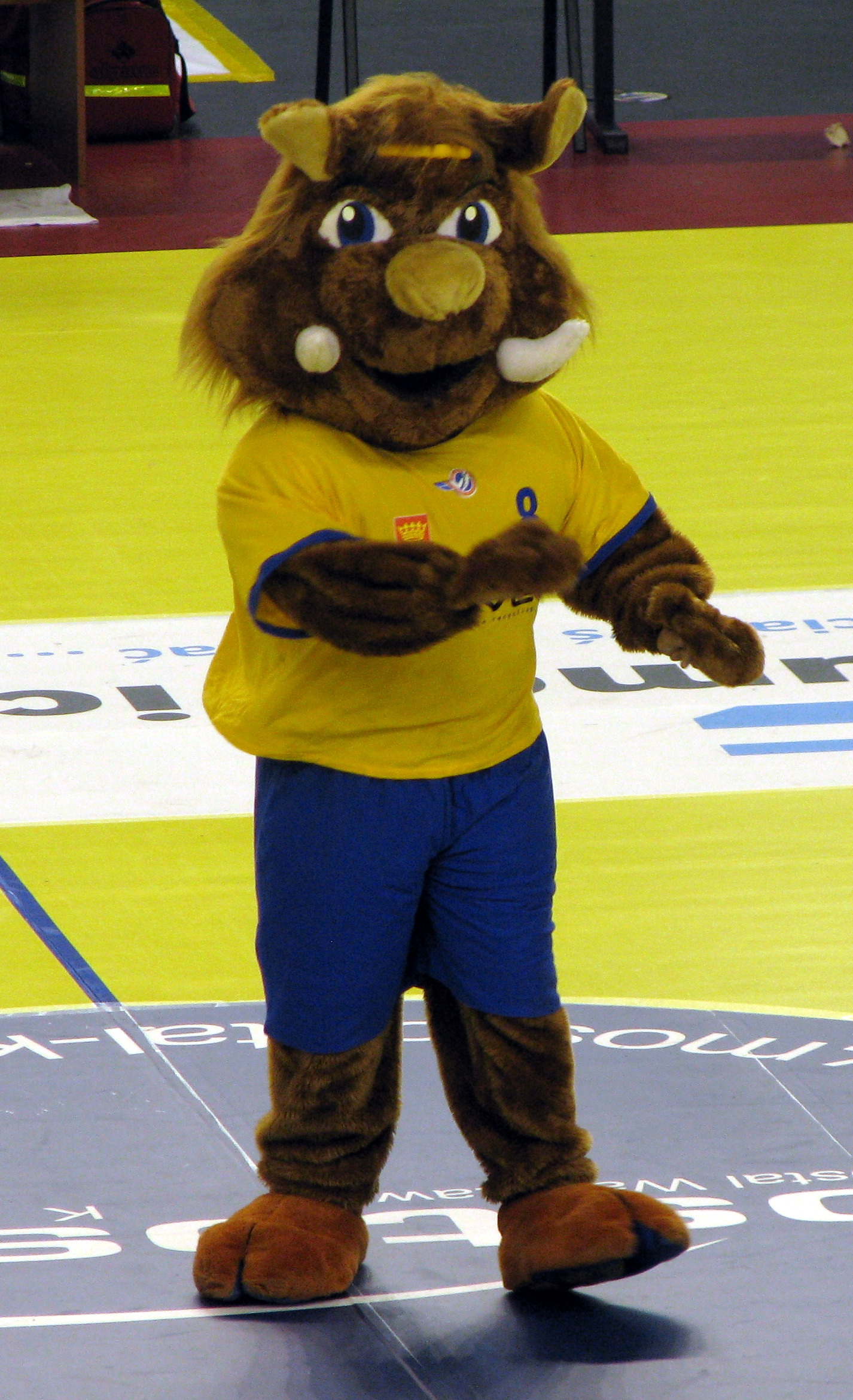
Kiełek – maskotka Vive Tauron Kielce

| Lata | Lata | Nazwa                         |
| ---- | ---- | ----------------------------- |
| 1965 | 1973 | Iskra Kielce                  |
| 1973 | 1991 | Korona Kielce                 |
| 1991 | 1994 | Iskra Kielce                  |
| 1994 | 1996 | Iskra/Ceresit Kielce          |
| 1996 | 1998 | Iskra Kielce                  |
| 1998 | 1999 | Iskra/Lider Market Kielce     |
| 2000 | 2000 | Strzelec/Lider Market Kielce  |
| 2001 | 2002 | Kolporter/Lider Market Kielce |
| 2002 | 2002 | Kolporter Kielce              |
| 2002 | 2009 | Vive Kielce                   |
| 2009 | 2014 | Vive Targi Kielce             |
| 2014 | 2017 | Vive Tauron Kielce            |
| 2017 | 2020 | PGE Vive Kielce               |
| 2020 | 2022 | Łomża Vive Kielce             |
| 2022 | 2022 | Łomża Industria Kielce        |
| 2023 | 2023 | Industria Kielce              |
| 2023 | 2023 | Barlinek Industria Kielce     |
| 2023 |      | Industria Kielce              |

### Sekcja męska
Historia klubu zaczyna się w 1965 roku, kiedy to z zawodników SHL-u Kielce utworzono sekcję piłki ręcznej w Iskrze Kielce – wielosekcyjnym klubie powstałym w 1935 roku pod nazwą Granat, a reaktywowanym w 1952 roku pod nazwą Stal Zakłady Metalowe Kielce i noszącym tę nazwę do 1957 r. Sezon 1969/1970 zakończył awansem do III ligi centralnej, a rok później wywalczył prawo do gry w II lidze. Pierwszy awans do ekstraklasy wywalczył 16 marca 1975 roku pod nazwą MKS Korona. Z racji braku własnej hali mecze ligowe jako gospodarz piłkarze rozgrywali w Mielcu, co miało duży wpływ na wyniki osiągane przez zespół, który po sezonie spadł klasę niżej. W sezonie 1978/1979 klub ponownie awansował do ekstraklasy i po sezonie zajął 8. lokatę. W następnym sezonie osiąga pierwszy sukces: brązowy medal mistrzostw Polski. W ekstraklasie kielczanie utrzymywali się aż do końca sezonu 1982/1983, w którym klub został mocno osłabiony. Jednym z najlepszych zawodników klubu był wtedy Zbigniew Tłuczyński, który został powołany do odbycia zasadniczej służby wojskowej w drużynie Śląska Wrocław.
Ponowny awans do ekstraklasy klub uzyskał w sezonie 1983/1984 i od tego momentu pozostają w niej aż do chwili obecnej. W 1985 roku, podczas finałowego turnieju w Płocku, kielczanie wywalczyli Puchar Polski, który był największym ówczesnym sukcesem w historii klubu.
Od 1985 do połowy 2006 roku mecze piłki ręcznej były rozgrywane w hali sportowej przy ul. Krakowskiej mieszczącej około 1600 osób. Pierwsza bramka w nowej hali została zdobyta przez Jacka Szulca podczas meczu z Hutnikiem Kraków. Sezon kielczanie zakończyli na miejscu czwartym. W kolejnych sezonach zajęli miejsca odpowiednio: piąte, dziewiąte, siódme i czwarte.
W 1991 roku doszło do podziału i z dotychczasowego klubu MKS Korona Kielce została wydzielona sekcja piłki ręcznej, której nadano nazwę Iskra Kielce.
Lata 90. XX wieku były okresem największych sukcesów klubu. 1 maja 1993 roku, na dwie kolejki przed końcem rozgrywek, Iskra zapewniła sobie pierwsze mistrzostwo w historii klubu mając 44 punkty na koncie i wyprzedzając Petrochemię Płock i Warszawiankę Warszawa. Rok później zajęli drugie miejsce, by w następnym sezonie znowu sięgnąć po złoto, które wywalczyli dopiero w ostatnim piątym meczu z drużyną z Płocka (rozgrywki toczą się systemem play-off) wygrywając 29:25. Kolejny sezon Iskra zakończyła na trzecim miejscu, by znów sięgnąć po złoto rok później uzyskując przewagę 11 punktów nad drugim Śląskiem Wrocław. W sezonie 1998/1999 obroniła wywalczone rok wcześniej Mistrzostwo Polski.
W 2000 roku klub musiał zadowolić się Pucharem Polski, a rok później 3 miejscem w walce o mistrzostwo kraju. Sezon 2001/2002], w którym siódemka z Kielc występowała pod nazwą Kolporter, był słabszy od poprzednich. Ligę zakończyła na piątym miejscu, a w Pucharze Polski przegrała złoto z Warszawianką, w zaciętym meczu, do rozstrzygnięcia którego potrzebne były dwie dogrywki.
Klub notował także spore sukcesy w europejskich rozgrywkach. W roku 1995 przegrał walkę o ćwierćfinał Pucharu Zdobywców Pucharów. Dwa lata później w Pucharze Federacji przegrali dwumecz o półfinał z THW Kiel – późniejszym zdobywcą Pucharu. Pierwszy mecz zakończył się wynikiem 28:27 dla kielczan, co było sensacją zarówno w Polsce jak i w Niemczech, natomiast drugi różnicą 5 bramek na korzyść niemieckiego zespołu.
W 1999 roku klub osiągnął największy dotychczasowy sukces awansując do Ligi Mistrzów wygrywając z mistrzem Szwecji. Była to pierwsza męska drużyna z Polski, która wystąpiła w tych najbardziej prestiżowych rozgrywkach w tej dyscyplinie. Rozgrywki zakończyła na trzecim miejscu zdobywając 6 punktów. Kolejny występ w Lidze Mistrzów miał miejsce w roku 2003, w którym drużynie zabrakło tylko jednej bramki by wyjść z grupy.
W 2002 roku klub został przejęty przez mającego holenderskie korzenie i mieszkającego w Kielcach biznesmena – właściciela VIVE Textile Recycling – Bertusa Servaasa. Już rok później klub pod nazwą Vive Kielce zdobył pierwszy w swojej historii dublet: Mistrzostwo i Puchar Polski. Pod prezesurą nowego właściciela w klubie nastąpiły liczne zmiany organizacyjne oraz postawiono na rozwój i szkolenie młodzieży. Rozpoczęto także sukcesywne budowanie drużyny, która ma się liczyć na europejskich parkietach. Od 2008 roku drużyną kierował Bogdan Wenta – trener reprezentacji Polski, z którą zdobył dwa medale podczas mistrzostw świata: srebrny w 2007 i brązowy w 2009. Już po roku prowadzenia drużyny Wencie udało się powtórzyć sukces klubu z 2003 – Vive po raz drugi zdobyło mistrzostwo i Puchar Polski 2009. Drużynę wzmocniło także kilku klasowych zawodników z Polski i zagranicy występujących m.in. w Bundeslidze. 11 sierpnia 2009 roku Vive Kielce podpisało z Targami Kielce pięcioletnią umowę o sponsoring jednocześnie zmieniając logo i nazwę na Vive Targi Kielce.
Kolejny sezon: 2009/2010 to okres dominacji klubu na krajowych parkietach. Zarówno w lidze jak i Pucharze Polski Vive Targi Kielce, jako pierwszy klub w historii polskiego szczypiorniaka, wygrało wszystkie mecze i drugi raz z rzędu zapewniło sobie dublet: Mistrzostwo Polski oraz Puchar Polski.
W tym też sezonie, wygrywając eliminacje znaleźli się w fazie grupowej, elitarnych rozgrywek Ligi Mistrzów. Do grupy B trafili z zespołami MKB Veszprém KC, Rhein-Neckar Löwen, RK Gorenje Velenje, Chambéry Savoie Handball i HC Bosna Gas Sarajewo. Powrotem do Ligi Mistrzów po 6 latach był mecz zagrany w Hali Legionów z drużyną RK Gorenje Velenje zakończony wygraną 23:21. Bohaterami meczu zostali rozgrywający Henrik Knudsen – który zdobył dla swojego zespołu aż 15 bramek – oraz obrotowy Rastko Stojković z czterema trafieniami. Rozgrywki grupowe Vive zakończyło na trzecim miejscu zdobywając 9 punktów i w 1/8 finału zmierzyło się z bardzo mocną ekipą HSV Hamburg. Pierwszy mecz u siebie kielczanie przegrali różnicą 6 bramek, w rewanżowym meczu w Hamburgu wygrali 3 bramkami, jednakże z dalszego awansu cieszyli się zawodnicy niemieckiego klubu. Była to najwyższa lokata jaką osiągnął Polski zespół po zmianie systemu rozgrywek w Lidze Mistrzów.
Jak donosiły media, do sezonu 2010/2011, Kielczanie przystąpili z bardzo dużym jak na warunki polskie budżetem, wynoszącym około 10 milionów złotych. Jeszcze przed sezonem, z klubu odszedł za obopólną zgodą, Mark Bult, holenderski zawodnik, wcześniej grający w Bundeslidze. Bult w wywiadzie prasowym udzielonym Gazecie Wyborczej, winą za rozstanie obarczył trenera Vive Targi Kielce Bogdana Wentę, a także zasugerował, że powodem niechęci Wenty do niego był fakt, że jest on obcokrajowcem. Po ukazaniu się wywiadu prezes zarządu klubu Bertus Servaas w oświadczeniu wydanym przez niego w imieniu zarządu klubu zdementował twierdzenia Bulta.
17 listopada 2010 roku klub Vive Targi Kielce został wyróżniony nagrodą biznesu sportowego DEMES w kategorii Drużyna Roku. Jego konkurentami były: Lech Poznań, Skra Bełchatów, Asseco Prokom Gdynia, Unia Leszno.
Sezon 2010/2011 nie należał do zbyt udanych dla kieleckich szczypiornistów. W Lidze Mistrzów los przydzielił kielczan do grupy A zgodnie określanej najsilniejszą grupą w historii tych rozgrywek. W tak zwanej "grupie śmierci" oprócz Kielc znalazły się: THW Kiel, Barcelona Borges, Rhein-Neckar Löwen, Celje Pivovarna Laško i Chambéry Savoie HB. Pomimo wielkich oczekiwań podopieczni Bogdana Wenty zajęli ostatnią lokatę w grupie zdobywając zaledwie 4 punkty. Inaczej było na krajowych parkietach – od maja 2009 roku kielczanie zaliczyli serię 53 meczów bez porażki. Tak też było 20 marca 2011 gdzie w Orlen Arenie odbywał się Finał Pucharu Polski pomiędzy Vive Targi Kielce i Orlen Wisłą Płock. Mistrzowie Polski nie dali żadnych szans gospodarzom wygrywając aż 35:22 (19:9). Nic nie wskazywało na to, co się później stało – 3 kwietnia 2011 roku doszło do pierwszej przegranej po prawie dwóch latach – porażka 29:32 z odwiecznym rywalem Orlen Wisłą Płock we własnej hali w ostatnim meczu rundy zasadniczej. Następnie przyszedł czas na finały Mistrzostw Polski, w których pierwszy mecz przed własną publicznością kielczanie rozstrzygnęli na swoją korzyść natomiast w drugim, ulegli podopiecznym Larsa Walthera po dogrywce 30:32. Drużyna Vive pojechała do Płocka z nastawieniem, że przynajmniej jeden mecz musi wygrać, jednak nie przełożyło się to na wyniki spotkań i w rezultacie przegrała rywalizację o Mistrzostwo Polski w stanie 1:3.
Władze klubu z prezesem Bertusem Servaasem na czele nie pozostały obojętne wobec zaistniałej sytuacji. Już trzy dni po ostatnim meczu finałowym podjęto ostre decyzje. Rafał Gliński, Witalij Nat, Paweł Podsiadło, Henrik Knudsen, Kazimierz Kotliński, Daniel Żółtak i Mirza Džomba znaleźli się w grupie zawodników, którzy mieli poszukać sobie nowych klubów, a tym, którzy pozostali obniżono kontrakty – według nieoficjalnych źródeł o 15%. Jedyną osobą, która nie zgodziła się warunki postawione przez klub był Mariusz Jurasik. Prezes podjął zatem decyzję o sprowadzeniu nowego prawoskrzydłowego, którym okazał się Islandczyk – Þórir Ólafsson z niemieckiego TuS Nettelstedt-Lübbecke. Po kilku dniach doszło ponownie do rozmów Bertusa Servaasa z Mariuszem Jurasikiem, który zgodził się grać dalej w VTK za połowę wartości kontraktu.
Do sezonu 2011/2012 Vive Targi Kielce przystąpiło z kadrą liczącą 16 zawodników. Do zespołu oprócz Ólafssona dołączyli uprzednio zakontraktowani: Denis Buntić (CB Ademar León), Grzegorz Tkaczyk (Rhein-Neckar Löwen), Sławomir Szmal (Rhein-Neckar Löwen) i Bartłomiej Tomczak (Zagłębie Lubin). Kadrę uzupełnił wychowanek kieleckiego klubu – dwudziestoletni Mateusz Przybylski.
Pierwszy sprawdzian umiejętności podopiecznych Bogdana Wenty miał miejsce 3 i 4 września 2011 w Hali Legionów, gdzie odbywał się turniej o Dziką Kartę Velux EHF Champions League. Tylko zwycięzca miał prawo zagrać w fazie grupowej tych rozgrywek. W sobotę pierwszy mecz kielczanie stoczyli z hiszpańskim Cuatro Rayas Valladolid wygrywając go 21:19 i awansując do finału, w którym kilkadziesiąt minut wcześniej znalazł się zespół Rhein-Neckar Löwen pokonując po dogrywce francuską Dunkierkę 36:30. Bardzo wyrównany, niedzielny mecz finałowy zakończył się dogrywką, w której ostatecznie kielczanie okazali się lepsi wygrywając z "Lwami" 32:30. Było to także pierwsza wiktoria kielczan nad tą drużyną. Dzięki temu zwycięstwu i awansowi do Ligi Mistrzów po raz pierwszy w historii w fazie grupowej tych rozgrywek znalazły się dwa polskie zespoły. Jednocześnie Vive Targi Kielce zostały pierwszą polską drużyną, która trzy razy z rzędu zakwalifikowała się do Ligi Mistrzów.
8 stycznia 2014 Bogdana Wentę na stanowisku trenera zastąpił Tałant Dujszebajew.
W 2014 r. klub otrzymał Odznakę Honorową Województwa Świętokrzyskiego. We wrześniu 2014 zmienił nazwę z Vive Targi Kielce na Vive Tauron Kielce.
Po wygraniu w maju 2016 EHF Ligi Mistrzów jest pierwszym polskim zespołem, który we wrześniu 2016 wystąpił w Klubowych Mistrzostwach Świata IHF Super Globe.
3 czerwca 2018 po zwycięstwie w dwumeczu 33:28 i 33:29 z zespołem Orlen Wisła Płock zrównał się w liczbie tytułów Mistrza Polski z zespołem Śląsk Wrocław. 25 maja 2019 po zwycięstwie w drugim meczu finałowym 32:25 z zespołem Orlen Wisła Płock (pierwszy mecz zakończył się remisem 26:26) jest samodzielnym liderem Mistrzostw Polski w piłce ręcznej mężczyzn. Ze względu na panującą epidemię koronawirusa, 23 marca 2020 władze PGNiG Superligi postanowiły przedwcześnie zakończyć rozgrywki i na podstawie spotkań rozegranych do 12 marca (wszystkich do 24. kolejki i jednego meczu 25. serii), Vive zdobyło siedemnasty tytuł Mistrza Polski.
Sezon 2020/2021 to znów triumf kieleckiego zespołu, tym razem pod nazwą Łomża Vive Kielce. W 26 meczach klub zdobył 77 punktów i wyprzedził Orlen Wisłę Płock o 7 w końcowej klasyfikacji. W kolejnej kampanii płocczanie zdobyli trzy punkty więcej, ale dorobek kielczan się nie zmienił i sięgnęli po w sumie dziewiętnasty tytuł najlepszej drużyny w Polsce. Natomiast w rozgrywkach 2022/2023 rywalizacja była jeszcze bardziej zacięta. Oba zespoły po 26 starciach miały na koncie po 75 punktów, a o losach tytułu przesądziła różnica bramek w rewanżu między tymi zespołami. W pierwszym pojedynku 11 grudnia 2022 roku triumfowali płocczanie 27:29. Jednak w rewanżu w kieleckiej Hali Legionów miejscowi okazali się lepsi 27:24 i to oni dzięki jednej bramce przewagi sięgnęli po tytuł. Było to dwudzieste mistrzostwo kraju, jako pierwsi w historii tej dyscypliny dokonali tego wyczynu.
W kolejnych miesiącach ze sponsorowania klubu wycofał się Bertus Servaas, a pieczę nad klubem przejęła Świętokrzyska Grupa Przemysłowa Industria. W kolejnych dwóch latach drużyna na krajowym parkiecie musiała uznać wyższość Orlenu Wisły Płock. 

### Sekcja żeńska
W swojej historii klub miał także sekcję żeńską piłki ręcznej. Po raz pierwszy została utworzona w 1968 roku. W jej skład wchodziła większość piłkarek ręcznych z Żaka Kielce. a ich trenerem został Marian Grzesik. W okresie od 1968 do 1973 roku zawodniczki występowały w II lidze. W 1971 roku zajęły pierwsze miejsce w rozgrywkach, jednak nie awansowały do najwyższego szczebla rozgrywek. W 1973 sekcja została przejęta przez Koronę Kielce. W jej barwach występowała tylko przez sezon 1973/1974, po którym drużyna została przekazana do Budowlanych Kielce.
Po raz kolejny sekcja powstała przed sezonem 2004/2005, kiedy to klub przejął sekcję kobiet od klubu Łysogór Kielce. Klub Vive Targi w sezonie 2005/2006 awansował do ekstraklasy kobiet. Z uwagi na przebudowę zespołu mężczyzn, wymagającą znacznych nakładów finansowych, drużyna kobiet została wycofana z rozgrywek i w lipcu 2006 roku połączona z sekcją kobiecą KSS Kielce, do której przeszły zawodniczki.

## Sukcesy

### Krajowe
- Mistrzostwo Polski:
  - 1 miejsce (20x) : 1993, 1994, 1996, 1998, 1999, 2003, 2009, 2010, 2012, 2013, 2014, 2015, 2016, 2017, 2018, 2019, 2020, 2021, 2022, 2023
  - 2 miejsce (5x): 1995, 2004, 2011, 2024, 2025
  - 3 miejsce (6x): 1980, 1997, 2001, 2005, 2007, 2008
- Puchar Polski:
  - Zdobywca (18x) : 1985, 2000, 2003, 2004, 2006, 2009, 2010, 2011, 2012, 2013, 2014, 2015, 2016, 2017, 2018, 2019, 2021, 2025
  - Finalista (11x): 1992, 1995, 1996, 1997, 2001, 2002, 2007, 2008, 2022, 2023, 2024
- Superpuchar Polski:
  - Finalista (1x): 2024
- Mistrzostwo Polski Juniorów:
  - 1 miejsce (2x) : 2001, 2004
  - 2 miejsce (2x): 2010, 2011, 2016
  - 3 miejsce: 2014
- Mistrzostwo Polski Juniorów Młodszych:
  - 1 miejsce (2x) : 2011, 2016
  - 2 miejsce: 2019
  - 3 miejsce: (3x) 2014, 2015, 2018

### Międzynarodowe
- Liga Mistrzów
  -  (1x) 2016
  -  (2x) 2022, 2023
  -  (2x) 2013, 2015
  - Final Four (6x): 2013, 2015, 2016, 2019, 2022 i 2023
  - Faza pucharowa (6x): 2010, 2012, 2014, 2017, 2018,   2024
  - Faza grupowa (3x): 2000, 2004, 2011
- IHF Super Globe
  -  2016, 2022
- Puchar Zdobywców Pucharów
  - Ćwierćfinał (1x): 1996
- Puchar EHF
  - Ćwierćfinał (2x): 1998, 2006

## Bilans występów
| Sezon     | Rozgrywki ligowe | Rozgrywki ligowe | Puchar Polski | Europejskie Puchary | Europejskie Puchary | Europejskie Puchary       | Europejskie Puchary |
| Sezon     | Poziom           | Miejsce          | Puchar Polski | Liga Mistrzów       | Puchar EHF          | Puchar Zdobywców Pucharów | Challenge Cup       |
| --------- | ---------------- | ---------------- | ------------- | ------------------- | ------------------- | ------------------------- | ------------------- |
| 1965/1966 | IV liga          | nz               | nz            | —                   | —                   | —                         | —                   |
| 1966/1967 | IV liga          | nz               | nz            | —                   | —                   | —                         | —                   |
| 1967/1968 | IV liga          | nz               | nz            | —                   | —                   | —                         | —                   |
| 1968/1969 | IV liga          | nz               | nz            | —                   | —                   | —                         | —                   |
| 1969/1970 | IV liga          | nz               | nz            | —                   | —                   | —                         | —                   |
| 1970/1971 | III liga         | 1                | nz            | —                   | —                   | —                         | —                   |
| 1971/1972 | II liga          | 3                | nz            | —                   | —                   | —                         | —                   |
| 1972/1973 | II liga          | 5                | nz            | —                   | —                   | —                         | —                   |
| 1973/1974 | II liga          | 2                | nz            | —                   | —                   | —                         | —                   |
| 1974/1975 | II liga          | 1                | nz            | —                   | —                   | —                         | —                   |
| 1975/1976 | Ekstraklasa      | 10               | nz            | —                   | —                   | —                         | —                   |
| 1976/1977 | II liga          | 2                | nz            | —                   | —                   | —                         | —                   |
| 1977/1978 | II liga          | 1                | nz            | —                   | —                   | —                         | —                   |
| 1978/1979 | Ekstraklasa      | 8                | nz            | —                   | —                   | —                         | —                   |
| 1979/1980 | Ekstraklasa      | brąz             | nz            | —                   | —                   | —                         | —                   |
| 1980/1981 | Ekstraklasa      | 7                | nz            | —                   | —                   | —                         | —                   |
| 1981/1982 | Ekstraklasa      | 8                | nz            | —                   | —                   | —                         | —                   |
| 1982/1983 | Ekstraklasa      | 9                | nz            | —                   | —                   | —                         | —                   |
| 1983/1984 | II liga          | 1                | nz            | —                   | —                   | —                         | —                   |
| 1984/1985 | Ekstraklasa      | 4                | złoto         | —                   | —                   | —                         | —                   |
| 1985/1986 | Ekstraklasa      | 5                | nz            | —                   | —                   | —                         | —                   |
| 1986/1987 | Ekstraklasa      | 9                | nz            | —                   | —                   | —                         | —                   |
| 1987/1988 | Ekstraklasa      | 7                | nz            | —                   | —                   | —                         | —                   |
| 1988/1989 | Ekstraklasa      | 8                | nz            | —                   | —                   | —                         | —                   |
| 1989/1990 | Ekstraklasa      | 4                | nz            | —                   | —                   | —                         | —                   |
| 1990/1991 | Ekstraklasa      | 4                | nz            | —                   | 1R                  | —                         | —                   |
| 1991/1992 | Ekstraklasa      | 12               | nz            | —                   | —                   | —                         | —                   |
| 1992/1993 | Ekstraklasa      | złoto            | nz            | —                   | —                   | —                         | —                   |
| 1993/1994 | Ekstraklasa      | złoto            | nz            | 2R                  | —                   | —                         | —                   |
| 1994/1995 | Ekstraklasa      | srebro           | Finalista     | 2R                  | —                   | —                         | —                   |
| 1995/1996 | Ekstraklasa      | złoto            | Finalista     | —                   | —                   | 1/4                       | —                   |
| 1996/1997 | Ekstraklasa      | brąz             | Finalista     | 1R                  | —                   | —                         | —                   |
| 1997/1998 | Ekstraklasa      | złoto            | nz            | —                   | 1/4                 | —                         | —                   |
| 1998/1999 | Ekstraklasa      | złoto            | nz            | 1/32                | —                   | —                         | —                   |
| 1999/2000 | Ekstraklasa      | 4                | złoto         | FG                  | —                   | —                         | —                   |
| 2000/2001 | Ekstraklasa      | brąz             | Finalista     | —                   | —                   | 2R                        | —                   |
| 2001/2002 | Ekstraklasa      | 5                | Finalista     | —                   | —                   | 2R                        | —                   |
| 2002/2003 | Ekstraklasa      | złoto            | złoto         | —                   | —                   | —                         | 2R                  |
| 2003/2004 | Ekstraklasa      | srebro           | złoto         | FG                  | —                   | 3R                        | —                   |
| 2004/2005 | Ekstraklasa      | brąz             | nz            | —                   | 1R                  | —                         | —                   |
| 2005/2006 | Ekstraklasa      | 4                | złoto         | —                   | 1/4                 | —                         | —                   |
| 2006/2007 | Ekstraklasa      | brąz             | Finalista     | —                   | —                   | 1R                        | —                   |
| 2007/2008 | Ekstraklasa      | brąz             | Finalista     | —                   | —                   | 1/8                       | —                   |
| 2008/2009 | Ekstraklasa      | złoto            | złoto         | —                   | —                   | 2R                        | —                   |
| 2009/2010 | Ekstraklasa      | złoto            | złoto         | 1/8                 | —                   | —                         | —                   |
| 2010/2011 | Superliga        | srebro           | złoto         | FG                  | —                   | —                         | —                   |
| 2011/2012 | Superliga        | złoto            | złoto         | 1/8                 | —                   | —                         | —                   |
| 2012/2013 | Superliga        | złoto            | złoto         | brąz                | —                   | —                         | —                   |
| 2013/2014 | Superliga        | złoto            | złoto         | 1/8                 | —                   | —                         | —                   |
| 2014/2015 | Superliga        | złoto            | złoto         | brąz                | —                   | —                         | —                   |
| 2015/2016 | Superliga        | złoto            | złoto         | złoto               | —                   | —                         | —                   |
| 2016/2017 | Superliga        | złoto            | złoto         | 1/8                 | —                   | —                         | —                   |
| 2017/2018 | Superliga        | złoto            | złoto         | 1/4                 | —                   | —                         | —                   |
| 2018/2019 | Superliga        | złoto            | złoto         | 4                   | —                   | —                         | —                   |
| 2019/2020 | Superliga        | złoto            | —             | 1/8                 | —                   | —                         | —                   |
| 2020/2021 | Superliga        | złoto            | złoto         | 1/8                 | —                   | —                         | —                   |
| 2021/2022 | Superliga        | złoto            | Finalista     | srebro              | —                   | —                         | —                   |
| 2022/2023 | Superliga        | złoto            | Finalista     | srebro              | —                   | —                         | —                   |
| 2023/2024 | Superliga        | srebro           | Finalista     | 1/4                 | —                   | —                         | —                   |
| 2024/2025 | Superliga        | srebro           | złoto         | 1/8                 | —                   | —                         | —                   |

## Europejskie puchary
W dotychczasowej historii występów w europejskich pucharach Vive uczestniczyło w dziewięciu edycjach Ligi Mistrzów, siedmiu edycjach Pucharu Zdobywców Pucharów, czterech edycjach Pucharu EHF oraz jednej edycji Pucharu Challenge. Z łącznej liczby 114 rozegranych meczów 58 zakończyły się wygraną, 8 zostało zremisowanych i 48 przegranych. Do sezonu 2012/13 największym sukcesem było dojście do 1/8 EHF Liga Mistrzów 2009/2010, 1/4 Pucharu Zdobywców Pucharów 1995/1996 oraz 1/4 Pucharu EHF 1997/1998 i 2005/2006.
Sezon 2012/13 był bardzo udanym dla drużyny Vive Targi Kielce, która jako druga drużyna w historii, po hiszpańskim Ciudad Real awansowała do 1/8 rozgrywek z kompletem zwycięstw. Kilka tygodni później kielczanie mogli cieszyć się z kolejnego historycznego wyczynu, jako pierwsza polska drużyna piłkarzy ręcznych awansowali do Final Four EHF Liga Mistrzów 2012/2013. 1 czerwca 2013 drużyna żółto-biało-niebieskich w półfinale Ligi Mistrzów musiała uznać wyższość zespołu FC Barcelona, przegrywając z nią 23:28. W niedzielę 2 czerwca, Vive Targi Kielce pokonując THW Kiel 31:30, w dramatycznych okolicznościach. Dzięki temu zwycięstwu Vive zostało pierwszą polską klubową drużyną w XXI wieku która osiągnęła po raz pierwszy najniższe podium Pucharu Mistrzów w piłce ręcznej.
Podobnego wyczynu kielczanie dokonali w sezonie 2014/15 po raz drugi awansując do 1/8 EHF Liga Mistrzów 2014/2015 z kompletem zwycięstw. 30 maja 2015 w półfinale Final Four los znów przydzielił ekipie Vive zespół FC Barcelona, z którą ponownie przegrali 28:33. 31 maja 2015 w meczu o trzecie miejsce kielczanie powtórzyli sukces sprzed dwóch lat i po raz kolejny pokonali faworyzowaną ekipę THW Kiel 28:26. W głosowaniu kibiców do Drużyny Gwiazd nie zostali wybrani zawodnicy Vive Tauronu, natomiast najlepszym trenerem został Tałant Dujszebajew.
W sezonie 2015/2016 Vive wygrało ligę mistrzów.
W sezonie 2018/2019 zespół po raz czwarty awansował do Final Four Ligi Mistrzów pokonując w dwumeczu ćwierćfinałowym Paris SG Handball 60:59, wygrywając pierwszy mecz różnicą 10 bramek 34:24.
W rozgrywkach 2021/2022 drużyna z Kielc po raz piąty awansowała do Final Four, a ostatecznie zakończyła rozgrywki na drugim miejscu, ulegając Barcelonie po rzutach karnych.
W zmaganiach 2022/2023 Barlinek Industria Kielce po raz szósty awansowała do Final Four, gdzie ostatecznie uległa w finale zespołowi SC Magdeburg 29:30 po dogrywce.
W kampanii 2023/2024 Industria Kielce odpadła w 1/4 finału z niemieckim SC Magdeburg (27:26, 22:23), a rok później w playoffach z niemieckim Füchse Berlin (27:33, 37:37) . 

## Hala

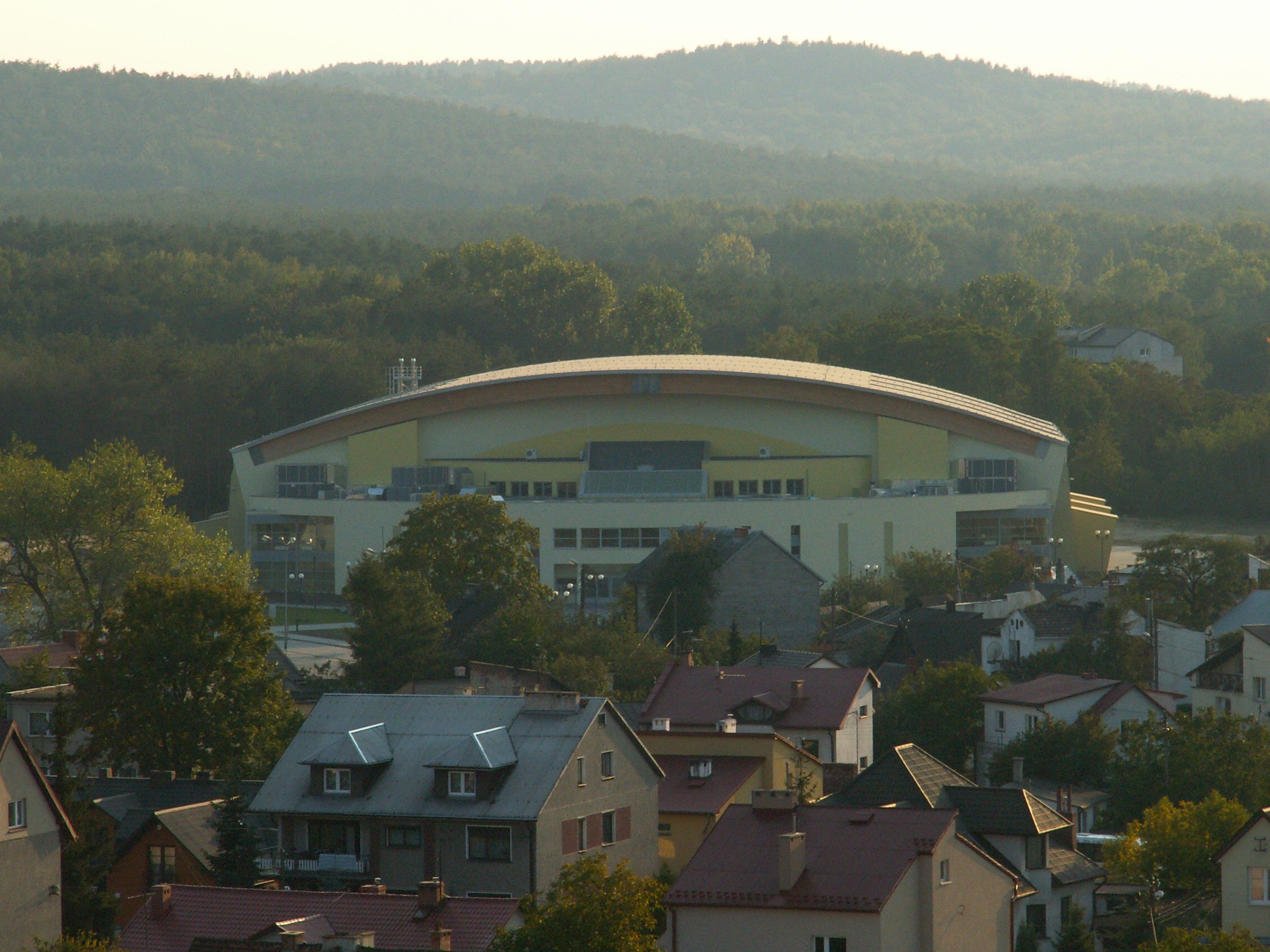
Hala Legionów, w której rozgrywa swoje mecze Vive Tauron Kielce

W latach 1986–2006 klub rozgrywał mecze w hali sportowej przy ul. Krakowskiej 72. Hala miała pojemność ok. 1600 miejsc. 25 sierpnia 2006 roku oddano do użytku nowoczesną wielofunkcyjną halę sportową mającą 3030 stałych miejsc siedzących, która stała się areną rozgrywek Vive Targi Kielce – Halę Legionów mieszczącą się przy ulicy Leszka Drogosza 2. W celu powiększenia widowni istnieje możliwość dostawienia dodatkowych trybun i krzeseł przy parkiecie, dzięki czemu pojemność zwiększa się do 4200 miejsc.

## Trenerzy

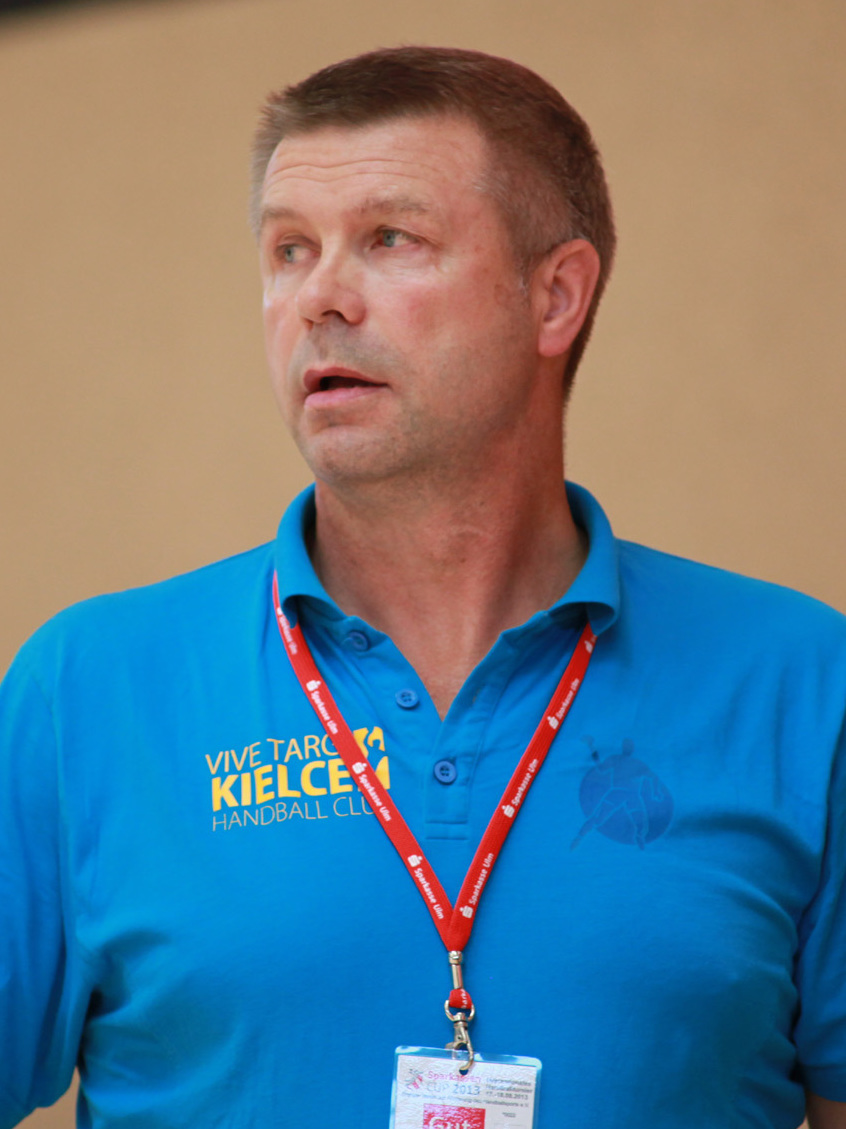
Bogdan Wenta - poprzedni menedżer kielczan.

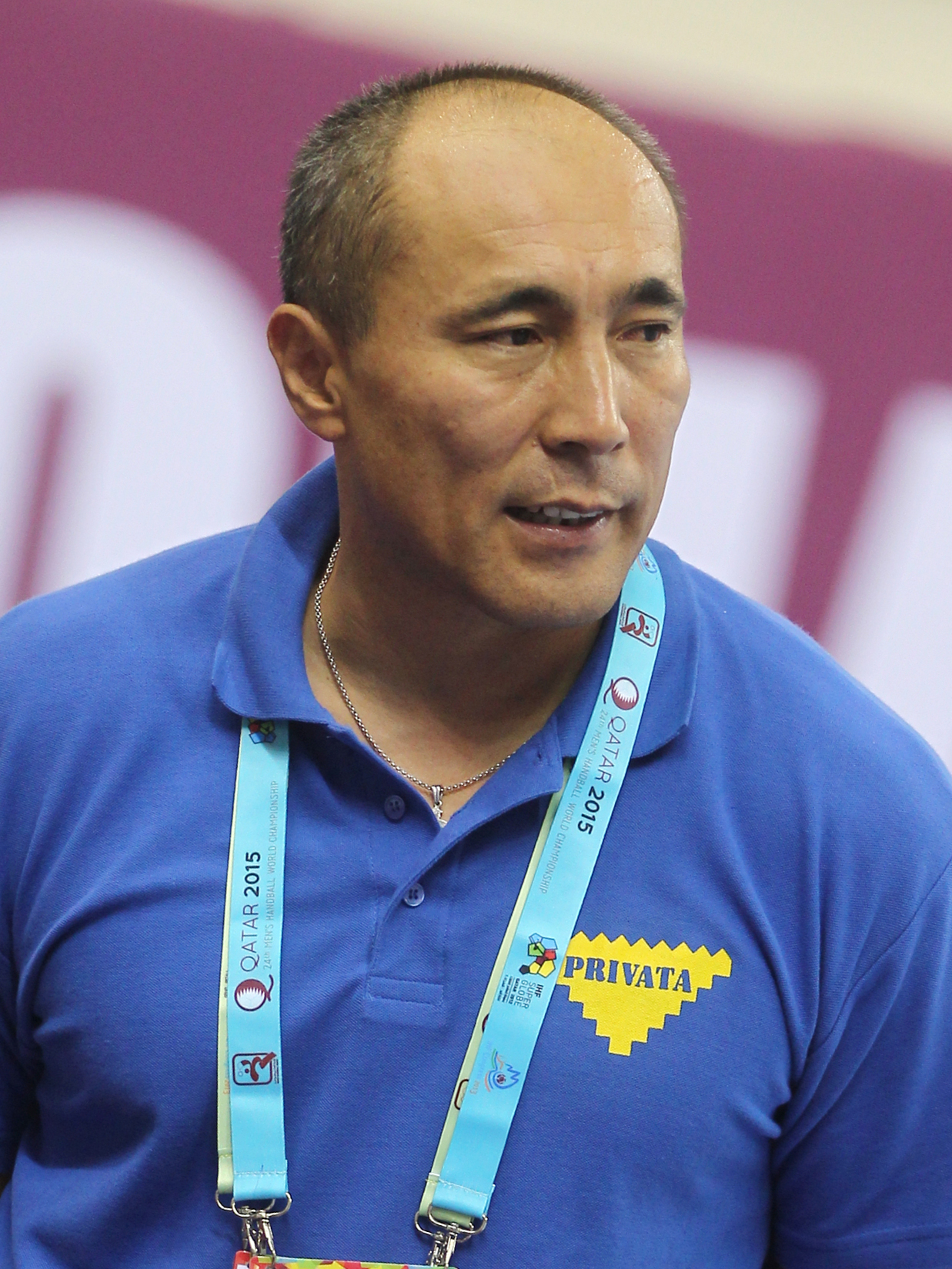
Obecny menedżer kielczan Tałant Dujszebajew

| Trybuna trenerów Iskry/Korony/Vive | Trybuna trenerów Iskry/Korony/Vive | Trybuna trenerów Iskry/Korony/Vive |
| Od                                 | Do                                 | Trener                             |
| ---------------------------------- | ---------------------------------- | ---------------------------------- |
| 1966                               | 1966                               | Ryszard Marcickiewicz              |
| 1966                               | 1971                               | Stefan Czekała                     |
| 1971                               | 1981                               | Edward Strząbała                   |
| 1981                               | 1982                               | Roman Trzmiel                      |
| 1982                               | 1983                               | Marek Smolarczyk                   |
| 1983                               | 1985                               | Edward Strząbała                   |
| 1985                               | 1987                               | Roman Trzmiel                      |
| 1987                               | 1987                               | Zdzisław Wieczorek                 |
| 1987                               | 1988                               | Wojciech Dębski                    |
| 1988                               | 1989                               | Zygmunt Dobrzyński                 |
| 1989                               | 1989                               | Wojciech Dębski                    |
| 1989                               | 1995                               | Edward Strząbała                   |
| 1995                               | 1998                               | Giennadij Kamielin                 |
| 1999                               | 1999                               | Włodzimierz Harbuz                 |
| 1999                               | 2001                               | Giennadij Kamielin                 |
| 2001                               | 23.09.2002                         | Marek Smolarczyk                   |
| 23.09.2002                         | 30.06.2003                         | Alaksandr Malinouski               |
| 01.07.2003                         | 20.04.2004                         | Daniel Waszkiewicz                 |
| 20.04.2004                         | 19.04.2005                         | Alaksandr Malinouski               |
| 19.04.2005                         | 25.06.2005                         | Edward Strząbała                   |
| 25.06.2005                         | 05.03.2007                         | Zbigniew Tłuczyński                |
| 05.03.2007                         | 14.11.2007                         | Aleksandr Litowski                 |
| 14.11.2007                         | 20.06.2008                         | Alaksandr Malinouski               |
| 20.06.2008                         | 08.01.2014                         | Bogdan Wenta                       |
| 08.01.2014                         | nadal                              | Tałant Dujszebajew                 |

## Drużyna

### Kadra w sezonie 2025/2026
| Bramkarze - 16. Bekir Čordalija - 22 Klemen Ferlin - 1. Adam Morawski Lewoskrzydłowi - 98. Piotr Jaroszewicz - 99. Dylan Nahi Prawoskrzydłowi - 11. Benoît Kounkoud - 23. Arkadiusz Moryto | Obrotowi - 50. Arciom Karalok - 93. Łukasz Rogulski - 97. Théo Monar Rozgrywający - 2. Jakub Osuch - 4. Piotr Jędrzejczyk - 5. Michał Olejniczak - 9. Szymon Sićko - 10. Alex Dujshebaev - 15. Jorge Maqueda - 88. Aleks Vlah - 24. Daniel Dujshebaev - 42. Hassan Kaddah |

## Transfery w sezonie 2025/2026[27]

### Przybyli
- Piotr Jędraszczyk (Gwardia Opole) – powrót z wypożyczenia[28]
- Adam Morawski (MT Melsungen)[29]
- Piotr Jaroszewicz (Azoty Puławy)[30]
- Aleks Vlah (Aalborg Håndbold)[31]

### Odchodzą
- Igor Karacić (HD Zagrzeb)[32]
- Szymon Wiaderny (Zepter KPR Legionowo)[33]
- Cezary Surgiel (Olympiakos Pireus)[34]
- Miłosz Wałach (Vardar Skopje)[35]
- Tomasz Gębala(?)[36]

### Sztab szkoleniowy
| Funkcja                                                            | Imię i nazwisko     |  |
| ------------------------------------------------------------------ | ------------------- |  |
| I trener                                                           | Tałant Dujszebajew  |  |
| II trener                                                          | Krzysztof Lijewski  |  |
| Trener analityk                                                    | Kamil Siedlarz      |  |
| Trener bramkarzy                                                   | Tomasz Błaszkiewicz |  |
| Trener przygotowania motorycznego                                  | Krzysztof Paluch    |  |
| Kierownik drużyny                                                  | Artur Łata          |  |
| Trener odnowy biol.                                                | Tomasz Mgłosiek     |  |
| Trener odnowy biol.                                                | Bartosz Zagniński   |  |
| Źródło: Sztab szkoleniowy. kielcehandball.pl. [dostęp 2021-11-23]. |                     |  |